# Project 1950
Project 1950 es un álbum de versiones de la banda estadounidense The Misfits, publicado el 29 de julio de 2004. El disco consiste únicamente de versiones de canciones de rock de los años 1950 y 1960 interpretadas o compuestas originalmente por Del Shannon, Bobby Darin, Paul Anka, Jerry Lee Lewis y Elvis Presley, entre otros.
Project 1950 fue el debut de Jerry Only como vocalista de The Misfits y fue también el álbum con mejor cifra de ventas del grupo.

## Lista de canciones
1. "This Magic Moment" (The Drifters) – 2:36
2. "Dream Lover" (Bobby Darin) – 2:28
3. "Diana" (Paul Anka) – 2:09
4. "Donna" (Ritchie Valens) – 2:33
5. "Great Balls of Fire" (Jerry Lee Lewis) – 1:50
6. "His Latest Flame" (Elvis Presley) – 2:17
7. "Monster Mash" (Bobby Pickett) – 2:37
8. "Only Make Believe" (Conway Twitty y Jack Nance) – 2:16
9. "Runaway" (Del Shannon y Max Crook) – 2:24
10. "You Belong to Me" (Pee Wee King, Redd Stewart, y Chilton Price) – 3:10

## BonusDVD
1. "This Magic Moment"
2. "Dream Lover"
3. "Diana"
4. "Donna"
5. "Runaway"

- Temas 1-4 grabados en el Phillips US Open Snowboarding Championships.
- Tema 5 grabado en vivo en The World de Nueva York.

Material extra
- "Day the Earth Caught Fire" - en vivo en Nueva York; Misfits y Balzac.
- "The Haunting"/"Don't Open 'Till Doomsday" - en vivo en Japón; Misfits y Balzac.
- "Day the Earth Caught Fire" - en vivo en Japón; Misfits y Balzac.
- "The Haunting"/"Don't Open 'Till Doomsday" - Balzac
- "Out of the Blue" - Balzac

## Personal
- Jerry Only - voz y bajo.
- Dez Cadena - guitarra
- Marky Ramone - batería y percusión.
- John Cafiero - coros en "Dream Lover", "Monster Mash" y "Runaway".
- Ronnie Spector - coros en "This Magic Moment" y "You Belong to Me".
- Jimmy Destri - teclado en "Runaway" y "Great Balls of Fire".
- Ed Manion - saxofón en "Diana" y "Runaway".

- Datos: Q2655530